# پتاسیم هیدروسولفید
پتاسیم هیدروسولفید (به انگلیسی: Potassium hydrosulfide) با فرمول شیمیایی HKS یک ترکیب شیمیایی با شناسه پاب‌کم ۱۰۲۱۰۹ است. که جرم مولی آن 72.171 g/mol می‌باشد. شکل ظاهری این ترکیب، جامد سفید است.